# Kalfort

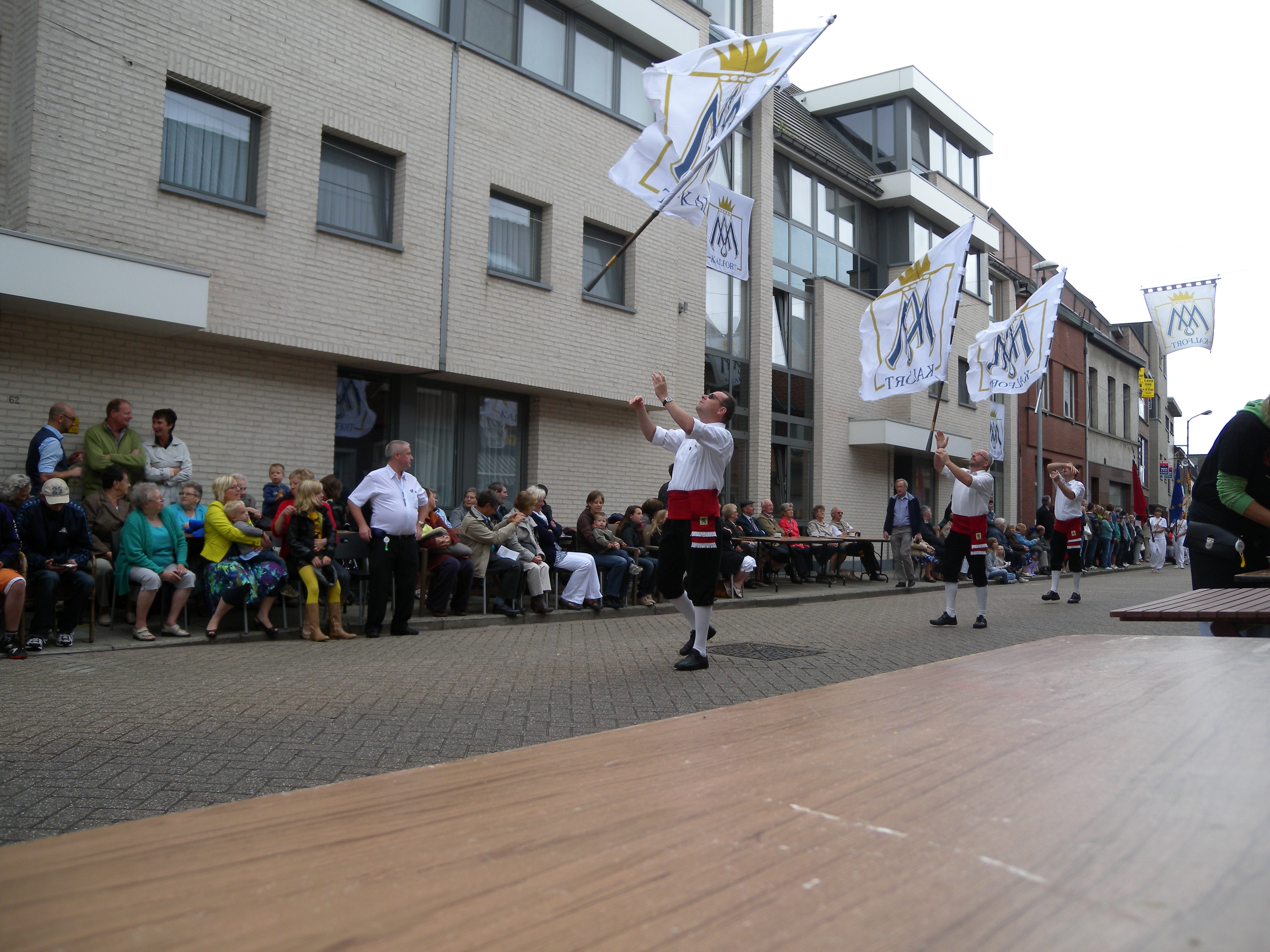
Kalfortse vlaggen op de Maria-ommegang van 2011

Kalfort is een gehucht in de gemeente Puurs-Sint-Amands in de Belgische provincie Antwerpen. Het telde in 2001 2912 inwoners.

## Etymologie
Kalfort komt etymologisch van Kallevoorde, een doorwaadbare plaats aan een kil.

## Geografie
Kalfort ligt aan de Molenbeek.

## Geschiedenis
Kalfort werd voor het eerst vermeld in 1150. Het dorp ontstond op een splitsing van wegen en hier werd in de 13e eeuw een gasthuis voor de opvang van reizigers gevestigd. Hieruit ontstond het Augustinessenklooster Vrededaal waar een relikwie van Christustranen tot in de 17e eeuw werd vereerd. In 1552 vonden de zusters van Heinsdonk hier een toevlucht na een overstroming. In 1590 werd het klooster door de geuzen verwoest en begin 17e eeuw kwam het aan het Kleinseminarie te Mechelen. In de Franse tijd werd het gebouw onteigend en deed daarna dienst als gendarmeriekazerne. In 1875 werd het gebouw weer aangekocht door de parochie. De gebouwen werden voor het grootste deel gesloopt en het restant werd gebruikt als magazijn voor de kerk. In 1930 werd een parochiezaal aangebouwd en werd het magazijn ingericht als kosterswoning. In 2011 werd een nieuw dorpshuis geopend, de parochiezaal werd afgebroken en wat resteerde werd verkocht. In 2015 werd daarin een brasserie geopend.

## Economie
Het dorp is vooral bekend vanwege de aspergeteelt, die er vroeger zeer populair was en nu grotendeels vervangen is door de teelt van bloemkolen en prei. Langs de rijksweg N16 ligt een uitgebreide KMO-zone. Kalfort is echter nog steeds een landelijk dorp, met heel wat natuur langs de Molenbeek.

## Maria-ommegang en Kalfort Kermis
Op de tweede zondag na Maria-Hemelvaart (15 augustus) vindt in Kalfort de jaarlijkse Maria-ommegang plaats, die duizenden bedevaarders en kijklustigen naar de parochie lokt. 
Rond 1600 trokken de Kalfortenaren voor het eerst in processie door hun dorp met het beeld van Onze-Lieve-Vrouw ten Traan, dat in de plaatselijke kapel werd vereerd en aangeroepen tegen oogziektes en heesheid. 
In 1988 werd de processie volledig vernieuwd en omgevormd tot een stijlvolle Maria-ommegang, rijk en afwisselend van inhoud. 
Sinds 2021 werd er beslist om slechts elk 3de jaar de volledige ommegang uit te laten rijden, in de tussenliggende jaren rijdt dan een kleinere versie uit. De eerst volgende volledige editie staat gepland voor 2027. 

Aansluitend aan de ommegang volgt Kalfort Kermis waarin enkele straten voor een week worden afgesloten voor kermis- en eetkraampjes, en veel lokale organisaties evenementen organiseren, waaronder de lokale Chiro, Scouts en harmonie (Koninklijke Harmonie Concordiavrienden Kalfort).

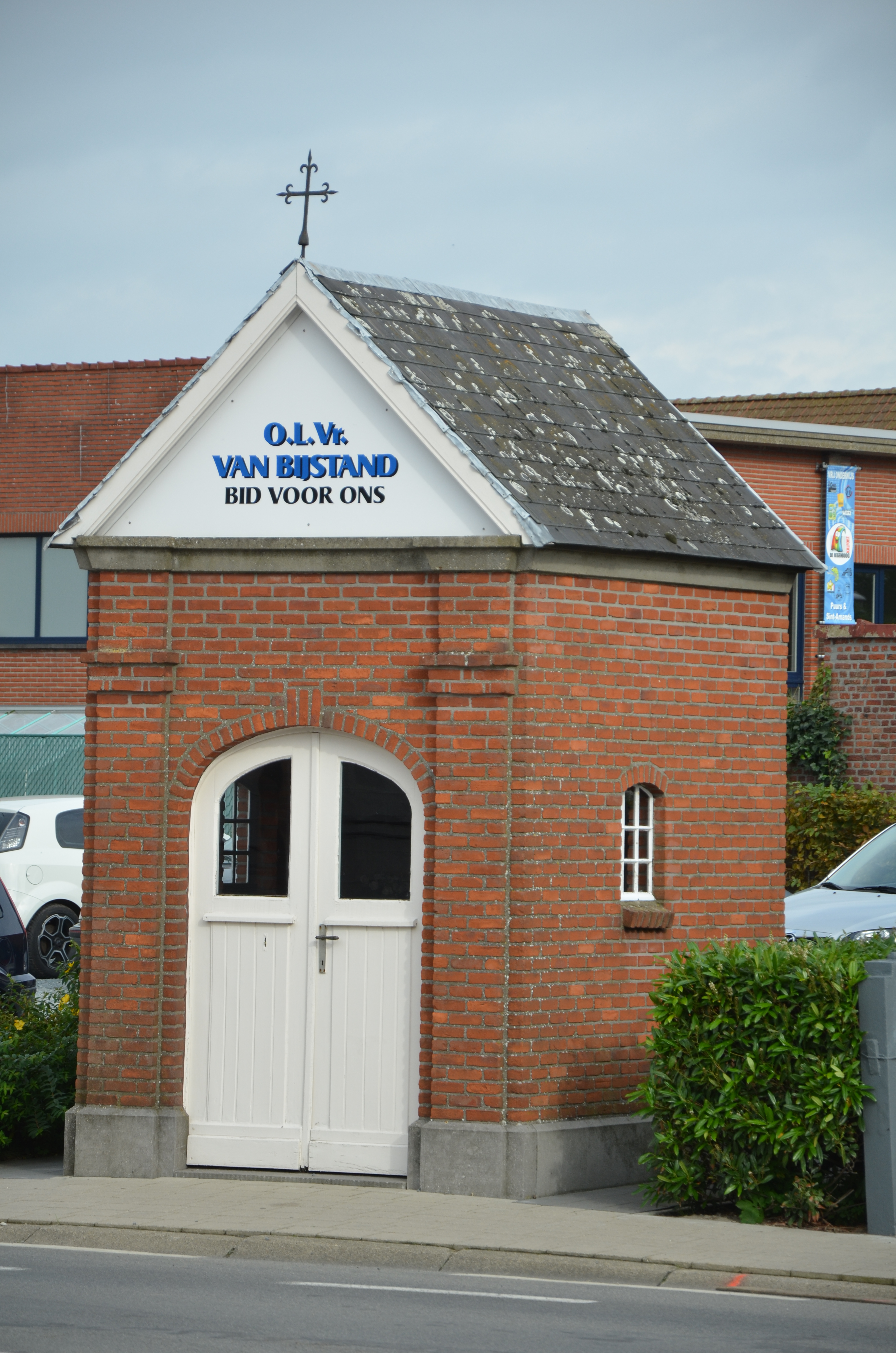
Onze Lieve Vrouw van Bijstandkapel

## Bezienswaardigheden
- De Onze-Lieve-Vrouw-ten-Traankerk werd in 1978-1979 gebouwd naar de plannen van architect Luc De Boe. Van de oude kerk uit 1856 werden de klokken, de glasramen en het orgel gerecupereerd.
- Het Hof van Coolhem.

## Nabijgelegen kernen
- Sauvegarde
- Willebroek
- Breendonk
- Puurs